# Arroyo Castillos
El arroyo Castillos es un curso de agua uruguayo que atraviesa el departamento de Rocha .
Nace en la cuchilla de la Carbonera, desemboca en la Laguna de Castillos tras recorrer alrededor de 36 km.
- Datos: Q5705564